# La hormiguita viajera
La hormiguita viajera es un cuento del estilo fábula escrito por el escritor y periodista uruguayo Constancio Cecilio Vigil en 1927, cuya protagonista es una hormiga antropomorfa.

## Argumento
La protagonista, una hormiga negra exploradora, se dedicaba a explorar a diario los alrededores del hormiguero donde vive cuando en cierta ocasión descubre sobre una gran servilleta, un apetitoso pan que constituía la merienda de un grupo de agrimensores que medían el campo donde se hallaba el hormiguero. Antes de que la hormiguita pudiese avisar a sus compañeras del hallazgo, para llevarse el alimento descubierto, los hombres guardan la comida en una valija y junto con ella a la hormiga, para recién volver a abrirla en otro sitio, momento en que la protagonista logra escapar.
Apenas libre, la hormiguita se reconoce perdida y a partir de allí comienza la búsqueda del camino que la lleve de regreso a su hormiguero, para lo cual pregunta a todos los animales con los que se encuentra, en su gran mayoría insectos, por alguna referencia que le permita volver a su hogar. Ante cada uno de ellos la hormiguita se presenta con las mismas palabra de "Soy una hormiguita que está perdida y va en busca de su casa".
En plena búsqueda se encuentra con el grillo "El Manchado", personaje también creado por Vigil y a la vez protagonista de su propio cuento, que la guía para reunirse con el Dr Lagartija para curarle una pata que la hormiguita se había lastimado. Asimismo el grillo le indica que más adelante en el camino, encontrará a una luciérnaga y a una avispa y que ambas serán sus referencias definitivas para encontrar nuevamente el hormiguero, al cual la hormiga finalmente halla como epílogo del cuento.

#### El personaje
La hormiguita es una hormiga negra antropomorfa, vestida en la mayoría de las versiones con un vestido corto rojo con lunares blancos bajo el cual se asoma una enagua blanca, zapatos negros de taco alto, sombrero y moños en sus antenas. Va casi siempre cargando una cesta de mimbre. No se menciona a lo largo del cuento si la hormiga posee o no un nombre propio.

### Ilustradores
Durante las ediciones de las décadas de los 40s y 50s las ilustraciones estuvieron a cargo de Federico Ribas. En la décima edición de 1966 el artista Raúl Stévano se hizo cargo de las ilustraciones. Además de en las diferentes ediciones que se han hecho del libro, la Hormiguita Viajera ha protagonizado una tira propia dentro de la revista Billiken, fundada por el mismo creador del personaje, Constancio C. Vigil, con guion de Jorge C. Moramín y dibujos de Fernandez Branca.

### Análisis
La cátedra Daniel Roldán ha considerado al cuento como un cuento costumbrista con una tendencia hacia el adoctrinamiento social. Magdalena Helguera por su parte exceptúa a la Hormiguita Viajera, la que se ve envuelta en una serie de aventuras a luego de un involuntario percance, a un reiterado recurso argumental de Vigil que alude a la represión de la libertad, donde personajes como el Mono Relojero o la familia de cerdos de Los Chanchín se ven nuevamente apresados luego de una serie de aventuras en las que se embarcaban en su intento de escapar de sus amos y su cautiverio. Otros como Rustchi, señalan que la Hormiguita Viajera se hizo muy popular en la década de los 40s y que "en la actualidad comparte el lugar de clásicos junto con Rapunzel, Blanca Nieves y Caperucita Roja".
El cuento puede ser considerado una variante infantil del mito de la Odisea, donde la Hormiguita Viajera pasa por una serie de percances, donde debe eludir los peligros que surgen y a la vez irse guiando en su permanente intento por regresar a su hogar, el hormiguero, al igual que Odiseo en su regreso a Ítaca.  Incluso la herida de Odiseo es una pierna producida por un jabalí en el monte Parnaso es reflejada por Vigil en el personaje de la hormiguita, cuando ésta se lastima una pata y es conducida por el Manchado hasta encontrar finalmente la cura en el Doctor Lagartija. 
Al igual que Odiseo, la hormiguita no es reconocida al principio por sus semejantes cuando finalmente regresa al hormiguero.

## En la cultura popular
El personaje de la Hormiguita Viajera, junto con el Mono Relojero es uno de los más populares creados por Constancio C. Vigil y a la vez uno de los que se mantiene con cierta vigencia. En la cultura popular suele llamarse con el epíteto de "hormiguita viajera" a aquellas personas, en especial políticos, que cambian de partido, agrupación, ideología o de dogmas permanentemente por beneficio propio.
En Argentina, varios centros educativos y jardines de infantes llevan el nombre de hormiguita viajera así como también el Premio Nacional y Latinoamericano de Literatura Infantil y Juvenil.
En la plaza Constancio Vigil en la localidad de Rocha, Uruguay en septiembre de 2021 se llevó a cabo un evento cultural dedicado a la música infantil organizado a través del Ministerio de Cultura. Durante el evento se homenajeó a Vigil inaugurando en la plaza, las estatuas del mono relojero, la hormiguita viajera y Misia Pepa.